# Taro Aso
Taro Aso (麻生太郎 Asō Tarō?,  născut la 20 septembrie 1940) este un politician japonez, cel de-al 92-lea prim-ministru al Japoniei. De asemenea ocupă postul de președinte al Partidului Liberal Democrat (PLD) și a fost membru al Camerei Reprezentanților din 1979. A fost Ministru al Afacerirlor Externe din 2005 pînă în 2007, în cabinetele premierilor Shinzo Abe respectiv Junichiro Koizumi. Pentru scurt timp, în anul 2007 și în 2008, a fost secretar general al Partidului Liberal Democrat din Japonia.

### Arborele genealogic
| Ōkubo Toshimichi | Ōkubo Toshimichi | Ōkubo Toshimichi | Ōkubo Toshimichi | Ōkubo Toshimichi | Ōkubo Toshimichi |        |        | Mishima Michitsune | Mishima Michitsune | Mishima Michitsune | Mishima Michitsune | Mishima Michitsune | Mishima Michitsune |                 |                 |                 |                 |          |          |               |               |               |               |               |               |         |         |              |              |              |              |                 |                 |                 |                 |                 |                 |
| Ōkubo Toshimichi | Ōkubo Toshimichi | Ōkubo Toshimichi | Ōkubo Toshimichi | Ōkubo Toshimichi | Ōkubo Toshimichi |        |        | Mishima Michitsune | Mishima Michitsune | Mishima Michitsune | Mishima Michitsune | Mishima Michitsune | Mishima Michitsune |                 |                 |                 |                 |          |          |               |               |               |               |               |               |         |         |              |              |              |              |                 |                 |                 |                 |                 |                 |
| Makino Nobuaki   | Makino Nobuaki   | Makino Nobuaki   | Makino Nobuaki   | Makino Nobuaki   | Makino Nobuaki   |        |        | Mineko             | Mineko             | Mineko             | Mineko             | Mineko             | Mineko             |                 |                 |                 |                 |          |          | Takichi Aso   | Takichi Aso   | Takichi Aso   | Takichi Aso   | Takichi Aso   | Takichi Aso   |         |         |              |              |              |              |                 |                 |                 |                 |                 |                 |
| Makino Nobuaki   | Makino Nobuaki   | Makino Nobuaki   | Makino Nobuaki   | Makino Nobuaki   | Makino Nobuaki   |        |        | Mineko             | Mineko             | Mineko             | Mineko             | Mineko             | Mineko             |                 |                 |                 |                 |          |          | Takichi Aso   | Takichi Aso   | Takichi Aso   | Takichi Aso   | Takichi Aso   | Takichi Aso   |         |         |              |              |              |              |                 |                 |                 |                 |                 |                 |
|                  |                  |                  |                  |                  |                  |        |        |                    |                    |                    |                    |                    |                    |                 |                 |                 |                 |          |          |               |               |               |               |               |               |         |         |              |              |              |              |                 |                 |                 |                 |                 |                 |
|                  |                  |                  |                  | Yukiko           | Yukiko           | Yukiko | Yukiko | Yukiko             | Yukiko             |                    |                    | Shigeru Yoshida    | Shigeru Yoshida    | Shigeru Yoshida | Shigeru Yoshida | Shigeru Yoshida | Shigeru Yoshida |          |          | Taro Aso      | Taro Aso      | Taro Aso      | Taro Aso      | Taro Aso      | Taro Aso      |         |         |              |              |              |              |                 |                 |                 |                 |                 |                 |
|                  |                  |                  |                  | Yukiko           | Yukiko           | Yukiko | Yukiko | Yukiko             | Yukiko             |                    |                    | Shigeru Yoshida    | Shigeru Yoshida    | Shigeru Yoshida | Shigeru Yoshida | Shigeru Yoshida | Shigeru Yoshida |          |          | Taro Aso      | Taro Aso      | Taro Aso      | Taro Aso      | Taro Aso      | Taro Aso      |         |         |              |              |              |              |                 |                 |                 |                 |                 |                 |
|                  |                  |                  |                  |                  |                  |        |        |                    |                    |                    |                    |                    |                    |                 |                 |                 |                 |          |          |               |               |               |               |               |               |         |         |              |              |              |              |                 |                 |                 |                 |                 |                 |
|                  |                  |                  |                  |                  |                  |        |        |                    |                    |                    |                    |                    |                    |                 |                 |                 |                 |          |          |               |               |               |               |               |               |         |         |              |              |              |              |                 |                 |                 |                 |                 |                 |
| Kenichi Yoshida  | Kenichi Yoshida  | Kenichi Yoshida  | Kenichi Yoshida  | Kenichi Yoshida  | Kenichi Yoshida  |        |        | Kazuko             | Kazuko             | Kazuko             | Kazuko             | Kazuko             | Kazuko             |                 |                 |                 |                 |          |          | Takakichi Aso | Takakichi Aso | Takakichi Aso | Takakichi Aso | Takakichi Aso | Takakichi Aso |         |         | Zenko Suzuki | Zenko Suzuki | Zenko Suzuki | Zenko Suzuki | Zenko Suzuki    | Zenko Suzuki    |                 |                 |                 |                 |
| Kenichi Yoshida  | Kenichi Yoshida  | Kenichi Yoshida  | Kenichi Yoshida  | Kenichi Yoshida  | Kenichi Yoshida  |        |        | Kazuko             | Kazuko             | Kazuko             | Kazuko             | Kazuko             | Kazuko             |                 |                 |                 |                 |          |          | Takakichi Aso | Takakichi Aso | Takakichi Aso | Takakichi Aso | Takakichi Aso | Takakichi Aso |         |         | Zenko Suzuki | Zenko Suzuki | Zenko Suzuki | Zenko Suzuki | Zenko Suzuki    | Zenko Suzuki    |                 |                 |                 |                 |
|                  |                  |                  |                  |                  |                  |        |        |                    |                    |                    |                    |                    |                    |                 |                 |                 |                 |          |          |               |               |               |               |               |               |         |         |              |              |              |              |                 |                 |                 |                 |                 |                 |
|                  |                  |                  |                  |                  |                  |        |        |                    |                    |                    |                    |                    |                    |                 |                 |                 |                 |          |          |               |               |               |               |               |               |         |         |              |              |              |              |                 |                 |                 |                 |                 |                 |
| Prince of Mikasa | Prince of Mikasa | Prince of Mikasa | Prince of Mikasa | Prince of Mikasa | Prince of Mikasa |        |        | Princess of Mikasa | Princess of Mikasa | Princess of Mikasa | Princess of Mikasa | Princess of Mikasa | Princess of Mikasa |                 |                 | Taro Aso        | Taro Aso        | Taro Aso | Taro Aso | Taro Aso      | Taro Aso      |               |               | Chikako       | Chikako       | Chikako | Chikako | Chikako      | Chikako      |              |              | Shunichi Suzuki | Shunichi Suzuki | Shunichi Suzuki | Shunichi Suzuki | Shunichi Suzuki | Shunichi Suzuki |
| Prince of Mikasa | Prince of Mikasa | Prince of Mikasa | Prince of Mikasa | Prince of Mikasa | Prince of Mikasa |        |        | Princess of Mikasa | Princess of Mikasa | Princess of Mikasa | Princess of Mikasa | Princess of Mikasa | Princess of Mikasa |                 |                 | Taro Aso        | Taro Aso        | Taro Aso | Taro Aso | Taro Aso      | Taro Aso      |               |               | Chikako       | Chikako       | Chikako | Chikako | Chikako      | Chikako      |              |              | Shunichi Suzuki | Shunichi Suzuki | Shunichi Suzuki | Shunichi Suzuki | Shunichi Suzuki | Shunichi Suzuki |
|                  |                  |                  |                  |                  |                  |        |        |                    |                    |                    |                    |                    |                    |                 |                 |                 |                 |          |          |               |               |               |               |               |               |         |         |              |              |              |              |                 |                 |                 |                 |                 |                 |
|                  |                  |                  |                  |                  |                  |        |        |                    |                    |                    |                    |                    |                    |                 |                 |                 |                 |          |          |               |               |               |               |               |               |         |         |              |              |              |              |                 |                 |                 |                 |                 |                 |
| Princess Akiko   | Princess Akiko   | Princess Akiko   | Princess Akiko   | Princess Akiko   | Princess Akiko   |        |        | Princess Yōko      | Princess Yōko      | Princess Yōko      | Princess Yōko      | Princess Yōko      | Princess Yōko      |                 |                 |                 |                 |          |          |               |               |               |               |               |               |         |         |              |              |              |              |                 |                 |                 |                 |                 |                 |